# Exército Imperial Alemão
O Exército Imperial Alemão (1871–1919), oficialmente conhecido como Exército Alemão (em alemão: Deutsches Heer), foi a força terrestre e aérea unificada do Império Alemão. Foi estabelecido em 1871 com a unificação política da Alemanha sob a liderança da Prússia e foi dissolvido em 1919, após a derrota do Império Alemão na Primeira Guerra Mundial (1914-1918). Na República Federal da Alemanha, o termo Deutsches Heer refere-se ao Exército Alemão, o componente terrestre da Bundeswehr.

## Formação e nome

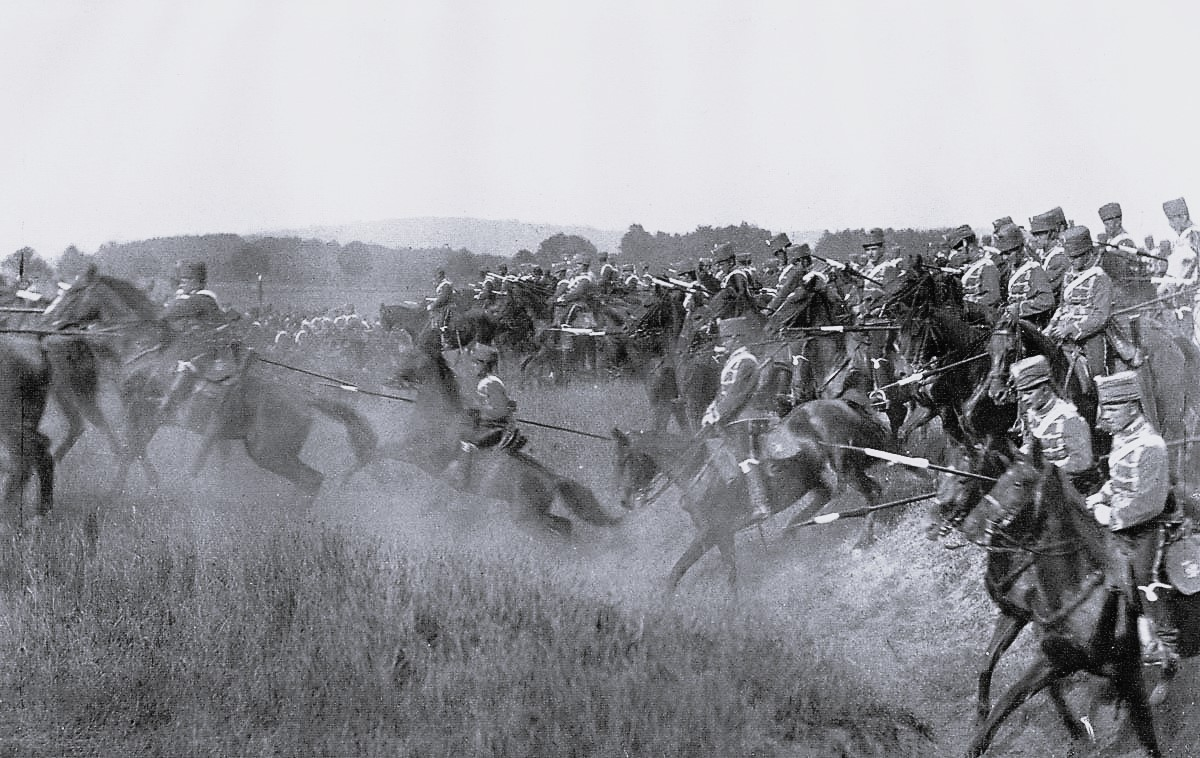
Hussardos do exército alemão no ataque durante manobras, 1912

Os estados que compunham o Império Alemão contribuíram com seus exércitos; dentro da Confederação Germânica, formada após as Guerras Napoleônicas, cada estado era responsável por manter certas unidades a serem colocadas à disposição da Confederação em caso de conflito. Quando operavam juntas, as unidades eram conhecidas como Exército Federal (Bundesheer). O sistema do Exército Federal funcionou durante vários conflitos do século XIX, como a Primeira Guerra do Eslésvico, de 1848 a 1852. Entretanto, na época da Guerra dos Ducados do Elba, em 1864, a tensão havia crescido entre as principais potências da confederação, o Império Austríaco e o Reino da Prússia, e a Confederação Germânica foi dissolvida após a Guerra Austro-Prussiana de 1866.

A Prússia formou a Confederação da Alemanha do Norte e o tratado previa a manutenção de um Exército Federal e de uma Marinha Federal (Bundesmarine ou Bundeskriegsmarine). Outras leis sobre serviço militar também usaram esses termos. Convenções (algumas posteriormente alteradas) foram firmadas entre a Confederação da Alemanha do Norte e seus estados-membros, subordinando seus exércitos ao Exército Prussiano em tempos de guerra e dando ao Exército Prussiano o controle sobre treinamento, doutrina e equipamento. 

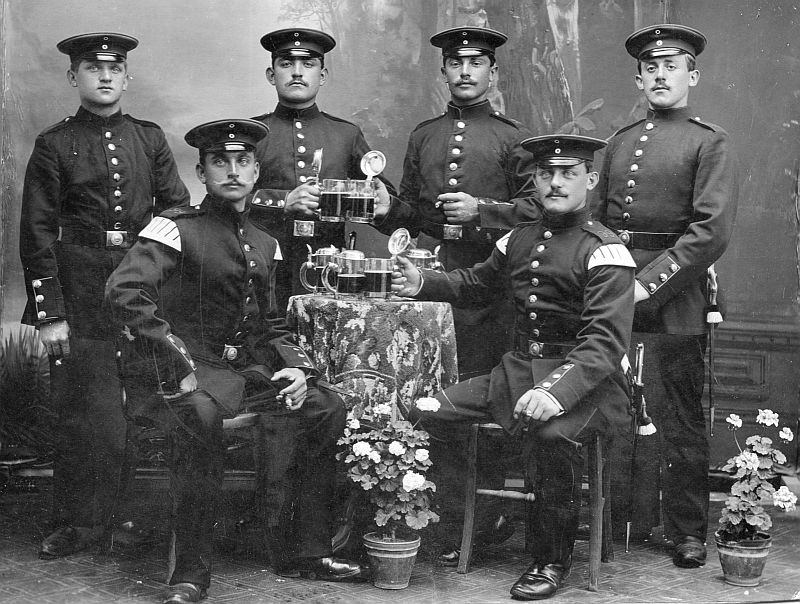
Recrutas do Exército Alemão, 1898

Pouco depois da eclosão da Guerra Franco-Prussiana em 1870, a Confederação da Alemanha do Norte também celebrou convenções sobre assuntos militares com estados que não eram membros da confederação, nomeadamente Baviera, Württemberg e Baden. Por meio dessas convenções e da Constituição de 1871 do Império Alemão, um Exército do Reino (Reichsheer) foi criado. A Constituição do Império Alemão, datada de 16 de abril de 1871, alterou as referências na Constituição da Alemanha do Norte de Exército Federal para Exército do Reino (Reichsheer) ou Exército Alemão (Deutsches Heer).
Os contingentes dos reinos da Baviera, Saxônia e Württemberg permaneceram semiautônomos, enquanto o Exército Prussiano assumiu o controle quase total sobre os exércitos dos outros estados do Império. Depois de 1871, os exércitos em tempos de paz dos quatro reinos permaneceram relativamente distintos. O termo "Exército Alemão" foi usado em vários documentos legais, como o Código Penal Militar, mas, de resto, os exércitos prussiano, bávaro, saxão e de Württemberg mantiveram suas identidades distintas. Cada reino tinha seu próprio Ministério da Guerra, a Baviera e a Saxônia publicavam suas próprias listas de patentes e antiguidades para seus oficiais, e a lista de Württemberg era um capítulo separado das listas de patentes do Exército Prussiano. As unidades de Württemberg e da Saxônia foram numeradas de acordo com o sistema prussiano, mas as unidades da Baviera mantiveram seus próprios números (o 2º Regimento de Infantaria de Württemberg era o Regimento de Infantaria nº 120 no sistema prussiano).

## Comando
O comandante do Exército Imperial Alemão, menos o contingente bávaro, era o Kaiser. Ele foi auxiliado por um Gabinete Militar e exerceu controle por meio do Ministério da Guerra da Prússia e do Grande Estado-Maior. O Chefe do Estado-Maior Geral tornou-se o principal conselheiro militar do Kaiser e a figura militar mais poderosa do império. A Baviera manteve seu próprio Ministério da Guerra e Estado-Maior, mas coordenou o planejamento com o Estado-Maior Prussiano. A Saxônia também manteve seu próprio Ministério da Guerra e Estado-Maior, e o Ministério da Guerra de Württemberg e Estado-Maior também continuaram a existir.
O comando do Exército Prussiano foi reformado após as derrotas sofridas pela Prússia nas Guerras Napoleônicas. Em vez de depender principalmente das habilidades marciais dos membros individuais da nobreza alemã, que dominavam a profissão militar, o Exército Prussiano instituiu mudanças para garantir excelência em liderança, organização e planejamento. O sistema de Estado-Maior, que buscava institucionalizar a excelência militar, foi o principal resultado. Ela buscava identificar talentos militares nos níveis mais baixos e desenvolvê-los completamente por meio de treinamento acadêmico e experiência prática em divisões, corpos e estados-maiores superiores, até o Grande Estado-Maior, o órgão sênior de planejamento do exército. Ela forneceu planejamento e trabalho organizacional em tempos de paz e de guerra. O Estado-Maior Prussiano, comprovado em batalha nas Guerras de Unificação, tornou-se o Estado-Maior Alemão após a formação do Império Alemão, devido ao papel de liderança da Prússia no Exército Alemão.

### Papel militar nas decisões de política externa

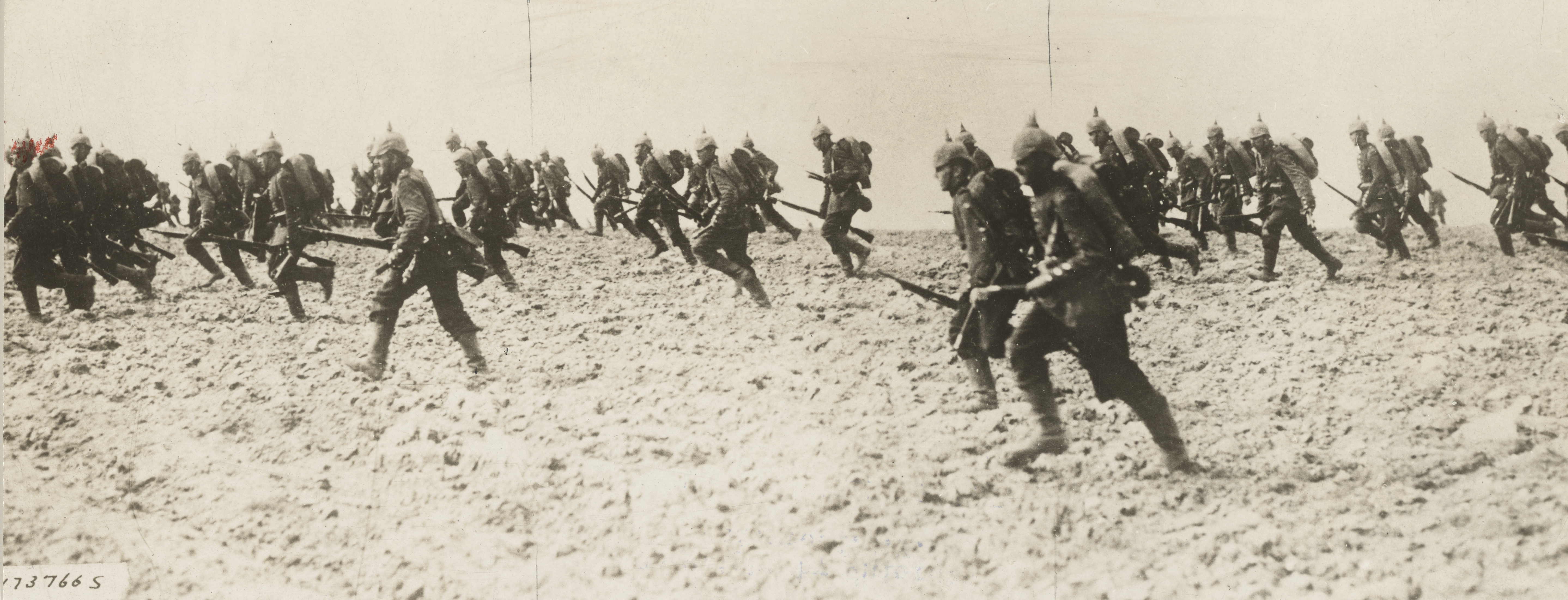
Infantaria alemã avançando em campo aberto no campo de batalha, 1914

No Império Alemão, as relações diplomáticas eram de responsabilidade do Chanceler e seu Ministro das Relações Exteriores. O exército alemão reportava-se separadamente ao imperador e desempenhou cada vez mais um papel importante na definição da política externa quando estavam em causa alianças militares ou guerras. Em termos diplomáticos, a Alemanha utilizou o sistema prussiano de adidos militares vinculados a locais diplomáticos, com jovens oficiais altamente talentosos designados para avaliar os pontos fortes, fracos e capacidades militares das nações a eles designadas. Eles usaram observação atenta, conversas e agentes pagos para produzir relatórios de altíssima qualidade que deram uma vantagem significativa aos planejadores militares. O estado-maior militar tornou-se cada vez mais poderoso, reduzindo o papel do Ministro da Guerra, e se impôs cada vez mais nas decisões de política externa.
Otto von Bismarck, o chanceler imperial de 1871 a 1890, ficou incomodado com a interferência militar em assuntos de política externa – em 1887, por exemplo, eles tentaram convencer o imperador a declarar guerra à Rússia; eles também encorajaram a Áustria-Hungria a atacar a Rússia. Bismarck nunca controlou o exército, mas recuava veementemente, e os líderes militares recuavam. Em 1905, quando a Primeira Crise Marroquina agitava a política internacional, o Chefe do Estado-Maior General Alfred von Schlieffen convocou uma guerra preventiva contra a França . Em um ponto crítico da Crise de Julho de 1914, Helmuth von Moltke, o chefe de gabinete, sem informar o imperador ou o chanceler, aconselhou seu colega na Áustria-Hungria a se mobilizar contra a Rússia imediatamente. Durante a Primeira Guerra Mundial, o Generalfeldmarschall Paul von Hindenburg definiu cada vez mais a política externa, trabalhando diretamente com o imperador — e de fato moldou sua tomada de decisões — deixando o chanceler e as autoridades civis no escuro. O historiador Gordon A. Craig diz que as decisões cruciais em 1914, "foram tomadas pelos soldados e que, ao tomá-las, eles demonstraram um desrespeito quase total pelas considerações políticas".

### Chefes do Estado-Maior Alemão (1871–1919)
- Helmuth von Moltke, o Velho (7 de outubro de 1857 – 10 de agosto de 1888)
- Alfred von Waldersee (10 de agosto de 1888 – 7 de fevereiro de 1891)
- Alfred von Schlieffen (7 de fevereiro de 1891 – 1 de janeiro de 1906)
- Helmuth von Moltke, o Jovem (1 de janeiro de 1906 – 14 de setembro de 1914)
- Erich von Falkenhayn (14 de setembro de 1914 – 29 de agosto de 1916)
- Paul von Hindenburg (29 de agosto de 1916 – 3 de julho de 1919)
- Wilhelm Groener (3 – 7 de julho de 1919)
- Hans von Seeckt (7 – 15 de julho de 1919)

## Estrutura

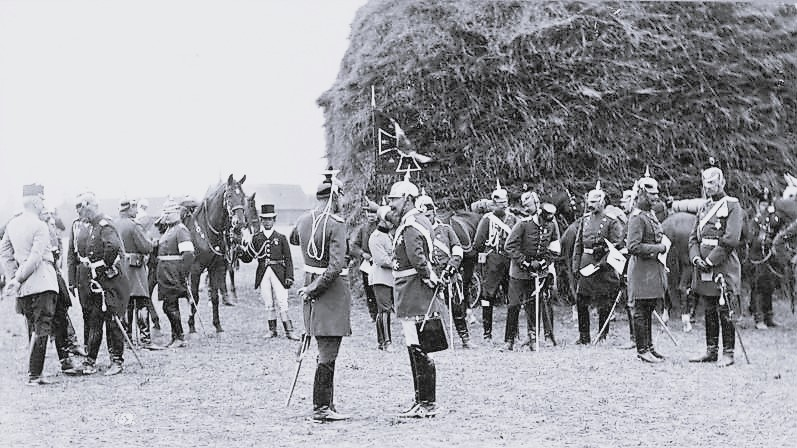
O Kaiser Guilherme II (com o uniforme dos Caçadores Reais) e o arquiduque Francisco Ferdinando com oficialato do exército alemão.

O Kaiser tinha controlo total sobre as forças armadas, mas a organização era altamente complexa.

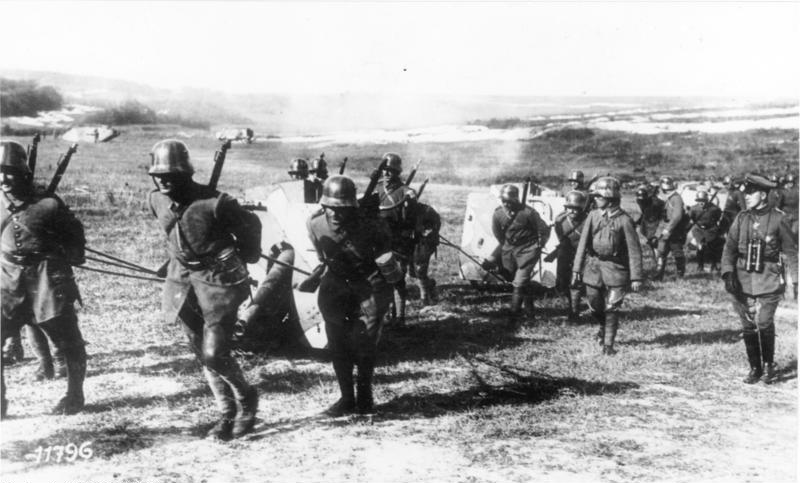
Soldados do exército alemão durante a Primeira Guerra Mundial.

Em tempos de paz, o Exército Imperial Alemão era dividido em quatro níveis básicos, a inspetoria do Exército (Armee-Inspektion), o Corpo do Exército (Armeekorps), a Divisão e o Regimento. Durante a guerra, a equipe de inspetores do Exército formava comandos de campo do exército, que controlavam os corpos e as unidades subordinadas. Durante a Primeira Guerra Mundial, um nível de comando superior, o Grupo do Exército ( Heeresgruppe), foi criado. Cada grupo de exército controlava vários exércitos de campanha.

### Inspetoria do Exército
A Alemanha foi dividida em inspetorias do exército, cada uma das quais supervisionava três ou quatro corpos. Houve cinco em 1871, com mais três adicionados entre 1907 e 1913.
- I Inspetoria do Exército: Com sede em Danzig, tornou-se o 8º Exército na mobilização (2 de agosto de 1914)
- II Inspetoria do Exército: Com sede em Berlim, tornou-se o 3º Exército na mobilização (2 de agosto de 1914)
- III Inspetoria do Exército: Com sede em Hannover, tornou-se o 2º Exército na mobilização (2 de agosto de 1914)
- IV Inspetoria do Exército: Com sede em Munique, tornou-se o 6º Exército na mobilização (2 de agosto de 1914)
- V Inspetoria do Exército: Com sede em Karlsruhe, tornou-se o 7º Exército após a mobilização (2 de agosto de 1914)
- VI Inspetoria do Exército: Com sede em Stuttgart, tornou-se o 4º Exército na mobilização (2 de agosto de 1914)
- VII Inspetoria do Exército: Com sede em Berlim, tornou-se o 5º Exército na mobilização (2 de agosto de 1914)
- VIII Inspetoria do Exército: Com sede em Saarbrücken, tornou-se o 1º Exército na mobilização (2 de agosto de 1914)

### Corpos de Exército
A formação organizacional básica era o corpo do exército (Armeekorps). O corpo consistia em duas ou mais divisões e várias tropas de apoio, cobrindo uma área geográfica. O corpo também era responsável por manter as reservas e Landwehr na área do corpo. Em 1914, havia 21 áreas de corpos sob jurisdição prussiana e três corpos de exército bávaros. Além do corpo regional, havia também um Corpo de Guardas (Gardecorps), que controlava as unidades de elite da Guarda Prussiana. Um corpo geralmente incluía uma infantaria leve (Jäger) batalhão, uma artilharia pesada ( Fußartillerie</link> ) batalhão, um batalhão de engenheiros, um batalhão de telégrafos e um batalhão de trens. Algumas áreas do corpo também dispunham de tropas de fortaleza; cada um dos 25 corpos tinha uma Unidade de Aviação de Campo (Feldflieger Abteilung) anexado a ele, normalmente equipado com seis aeronaves de observação desarmadas de classe "A" ou "B", de dois assentos, cada uma.
Em tempo de guerra, o corpo do exército tornou-se uma formação tática móvel e quatro Höhere Kavallerie-Kommando (Comandos Superiores de Cavalaria) foram formados a partir da Inspetoria de Cavalaria, o equivalente a um corpo, sendo composto por duas divisões de cavalaria.
As áreas anteriormente cobertas pelo corpo tornaram-se cada uma responsabilidade de um Wehrkreis (distrito militar, às vezes traduzido como área do corpo). Os distritos militares deveriam supervisionar o treinamento e o alistamento de reservistas e novos recrutas. Originalmente, cada distrito militar estava vinculado a um corpo de exército; assim, Wehrkreis I assumiu a área pela qual I. Armeekorps era responsável e enviou substitutos para a mesma formação. Os primeiros dezesseis corpos de reserva criados seguiram o mesmo padrão; o X. Reserve-Korps era composto por reservistas da mesma área que o X. Armeekorps. No entanto, essas ligações entre as áreas de retaguarda e as unidades da linha de frente foram rompidas à medida que a guerra avançava e, mais tarde, corpos foram formados com tropas de toda a Alemanha.

### Divisões
A formação tática básica era a divisão. Uma divisão imperial alemã padrão foi organizada em:
- Quartel-general da Divisão
- Duas brigadas de infantaria organizadas em um QG de brigada e dois regimentos cada (de linha ou de infantaria leve),
- Uma brigada de cavalaria organizada em um QG de brigada e dois regimentos
- Uma brigada de artilharia organizada em um QG e dois regimentos
- Regimentos de serviço de combate e apoio sob o QG da divisão

Uma das divisões em uma área de corpo geralmente também gerenciava a  região do corpo do Landwehr (Landwehrbezirk). Em 1914, além do Corpo de Guardas (duas divisões da Guarda e uma divisão de cavalaria da Guarda), havia 42 divisões regulares no Exército Prussiano (incluindo quatro divisões Saxônicas e duas divisões de Württemberg) e seis divisões no Exército da Baviera.
Todas essas divisões foram mobilizadas em agosto de 1914. Eles foram reorganizados, recebendo companhias de engenharia e outras unidades de apoio de seus corpos, e abrindo mão da maior parte de sua cavalaria para formar divisões de cavalaria. Também foram formadas divisões de reserva, Landwehr as brigadas foram agregadas em divisões, e outras divisões foram formadas a partir da substituição (Ersatz) unidades. À medida que a Primeira Guerra Mundial avançava, divisões adicionais foram formadas e, ao final da guerra, 251 divisões haviam sido formadas ou reformadas na estrutura do Exército Alemão.

### Regimentos
O regimento era a unidade básica de combate e também a base de recrutamento de soldados. Quando alistado, um soldado ingressava em um regimento, geralmente por meio de seu batalhão de substituição ou treinamento, e recebia seu treinamento básico. Havia três tipos básicos de regimento: infantaria, cavalaria e artilharia. Outras especialidades, como pioneiros (engenheiros de combate) e tropas de sinalização, foram organizadas em unidades de apoio menores. Os regimentos também carregavam as tradições do exército, em muitos casos remontando aos séculos XVII e XVIII. Após a Primeira Guerra Mundial, as tradições regimentais foram levadas adiante no Reichswehr e seu sucessor, a Wehrmacht, mas a cadeia de tradição foi quebrada em 1945, pois as unidades da Alemanha Ocidental e Oriental não levaram adiante as tradições pré-1945.
Cada regimento de infantaria do Império Alemão tinha unidades de quartel-general, três batalhões e um batalhão de treinamento designados para o depósito regimental. Regimentos de cavalaria, de campanha e de artilharia a cavalo também foram organizados de forma semelhante.

### Contingentes nacionais

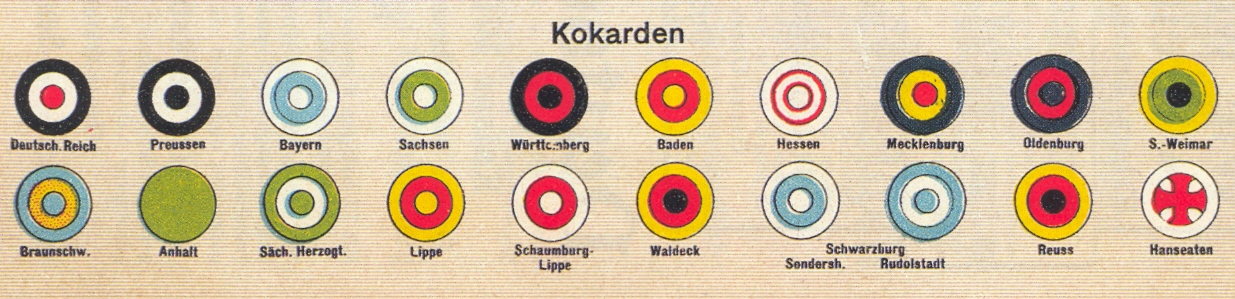
Cocares Imperiais e Federais do Império Alemão

O Império Alemão foi formado por 38 ducados e reinos, cada um com suas tradições de guerra. Embora o novo exército do Império Alemão unido fosse nominalmente "alemão" e a maioria das forças estatais servissem integradas ao Exército Prussiano, o Exército da Baviera, o Exército Saxão e o Exército de Württemberg permaneceram como contingentes nacionais independentes:
O Exército Real Saxão... era o exército nacional do Reino da Saxônia, um dos quatro estados do Reich alemão a manter suas próprias forças armadas. – Lucas & Schmieschek
No entanto, em tempos de guerra, todos eles jurariam lealdade ao Kaiser e à nação alemã. Eles, no entanto, permaneceram organizacionalmente distintos, sendo capazes de criar unidades próprias sem a ajuda dos prussianos dominantes. Em um caso, Freiherr von Sonden (de Württemberg) foi capaz de "enviar legitimamente um pedido diretamente ao Ministério da Guerra em Stuttgart para a criação de um novo regimento de artilharia".
Regimentos e unidades de constituintes separados também foram criados localmente e muitas vezes numerados independentemente uns dos outros - por exemplo, havia (entre outros) um 1º Regimento de Infantaria da Baviera e um 1º Regimento de Infantaria de Württemberg.
Embora os contingentes acima mencionados usassem uniformes distintos, com as diferenças diminuindo ao longo do tempo, a origem das unidades seria indicada no uniforme nas cores da insígnia de patente até o início do século XX. Eles também tinham diferentes laços nos capacetes. O cocar imperial deveria ser usada acima da cocar do estado em chapéus e bonés, enquanto era usada à direita (estado à esquerda) de capacetes e chapéus mais especializados.

## Sistema de reserva
Quando os britânicos decidiram reformar seu exército na década de 1860, eles avaliaram as principais forças europeias e decidiram que o sistema prussiano era o melhor. Esse sistema foi continuado no Exército Imperial depois de 1871 e resultou em um quadro modesto de oficiais e sargentos profissionais e uma grande força de reserva que poderia ser rapidamente mobilizada no início de uma guerra. Os britânicos não podiam usar o sistema porque rejeitavam o recrutamento. Os japoneses, no entanto, também observavam o sistema de reserva e, ao contrário dos britânicos, decidiram copiar o modelo prussiano. (Barnett 1970) explica que todos os jovens eram recrutados aos 18 anos, com a classe alta se tornando oficiais:
O sistema prussiano... baseava-se no serviço de apenas três anos nas cores... e quatro anos na reserva. O exército permanente prussiano tornou-se simplesmente um quadro de treinamento para a admissão de recrutas. A organização do exército prussiano para a paz e a guerra era praticamente a mesma. A Prússia foi dividida em distritos de corpos de exército para fins administrativos e de recrutamento. Com a eclosão da guerra, as organizações de comando do distrito tornaram-se um corpo em campo. A localização do Exército e o seu recrutamento deram aos distritos orgulho e interesse no seu “próprio” corpo.

## Base industrial
O Império Alemão foi responsável por 12% da produção industrial global em 1914, tornando-se a maior base industrial da Europa Continental, atrás apenas da Grã-Bretanha (18%) e dos Estados Unidos (22%) no mundo. O exército cooperou estreitamente com a indústria, especialmente na Grande Guerra, com foco particular na indústria aeronáutica, que estava em rápida mudança. O exército fixou preços e isenções trabalhistas, regulamentou o fornecimento de crédito e matérias-primas, limitou os direitos de patente para permitir o licenciamento cruzado entre empresas e supervisionou as relações entre a gerência e os trabalhadores. O resultado foi uma expansão muito rápida e uma alta produção de aeronaves de alta qualidade, bem como altos salários que atraíram os melhores maquinistas. Além das aeronaves, a regulamentação do exército sobre o resto da economia de guerra era largamente ineficiente.

## Força Aérea
A Deutsche Luftstreitkräfte, conhecido antes de outubro de 1916 como Die Fliegertruppen des deutschen Kaiserreiches (Corpo Aéreo do Império Alemão), foi o braço aéreo terrestre do Exército Alemão durante a Primeira Guerra Mundial. Embora seu nome realmente signifique algo muito próximo de "Forças Aéreas", ele permaneceu parte integrante de o exército alemão durante toda a guerra. A Kaiserliche Marine do Império Alemão tinha suas próprias forças de aviação marítima Marine-Fliegerabteilung separadas, além da Luftstreitkräfte do exército.

## Patentes
O Exército Alemão de 1871 a 1914 herdou as diversas tradições e patentes militares de seus estados constituintes, tornando-se assim um serviço armado verdadeiramente federal.

### Oficiais comissionados
Os críticos acreditaram por muito tempo que o corpo de oficiais do exército era fortemente dominado por aristocratas Junker, de modo que os plebeus eram relegados a ramos de baixo prestígio, como a artilharia pesada ou suprimentos. No entanto, na década de 1890, os cargos mais altos foram abertos a plebeus altamente talentosos.
| Ramo                     | Oficiais Generais                                | Oficiais Generais | Oficiais Generais         | Oficiais Generais | Oficiais Generais | Oficiais Generais | Oficiais Superiores | Oficiais Superiores | Oficiais Superiores    | Oficiais Subalternos | Oficiais Subalternos | Oficiais Subalternos |
| ------------------------ | ------------------------------------------------ | ----------------- | ------------------------- | ----------------- | ----------------- | ----------------- | ------------------- | ------------------- | ---------------------- | -------------------- | -------------------- | -------------------- |
| Exército Imperial Alemão |                                                  |                   |                           |                   |                   |                   |                     |                     |                        |                      |                      |                      |
| Generalfeldmarschall     | Generaloberst (im Rang des Generalfeldmarschall) | Generaloberst     | General der Waffengattung | Generalleutnant   | Generalmajor      | Oberst            | Oberstleutnant      | Major               | Hauptmann/ Rittmeister | Oberleutnant         | Leutnant             |                      |

### Outras patentes
| Ramo                     | Suboficiais | Suboficiais   | Suboficiais | Suboficiais   | Praças     | Praças                 | Praças        | Praças    | Praças |
| ------------------------ | ----------- | ------------- | ----------- | ------------- | ---------- | ---------------------- | ------------- | --------- | ------ |
| Exército Imperial Alemão | Feldwebel   | Vicefeldwebel | Sergeant    | Unteroffizier | Kapitulant | Einjährig-freiwilliger | Obergefreiter | Gefreiter | Soldat |

## Dissolução
O Exército Imperial foi abolido em 6 de março de 1919, e o Reichswehr provisório foi criado.